# Raimond Goebel
Pour les articles homonymes, voir Goebel.
Raimond Goebel, né en 1957, à Paderborn, est un producteur de cinéma allemand.

## Biographie
En parallèle de ses études de littérature, de langue allemande et de philosophie à l'université de Bielefeld, il a commencé à travailler pour la télévision allemande, notamment pour WDR, comme assistant puis caméraman. Il a ensuite travaillé notamment comme directeur de la photographie ou caméraman pour le cinéma (fiction ou documentaire) durant les années 1990. En 1996, il a été appelé par Pandora Film pour créer une filiale de la société à Cologne. Après avoir pris des parts dans la société, il est devenu l'un des propriétaires de Pandora Film en 2005. Par ailleurs, il est devenu membre de l'Académie européenne du cinéma en 2001.

## Filmographie

### Comme producteur
- 1998 : Pleine lune de Fredi Murer - coproducteur
- 1999 : Luna Papa de Bakhtiar Khudojnazarov - producteur associé
- 1999 : Pola X de Léos Carax - producteur exécutif
- 2002 : Vivre me tue de Jean-Pierre Sinapi - producteur associé
- 2003 : Printemps, été, automne, hiver… et printemps de Kim Ki-duk - coproducteur
- 2008 : Tulpan de Sergueï Dvortsevoy - coproducteur
- 2009 : The Strength of Water d'Armagan Ballantine - coproducteur
- 2010 : Le Choix de Luna de Jasmila Žbanić - producteur

### Autres
- 1995 : Lac de montagne (Alpsee) de Matthias Müller - directeur de la photographie
- 2001 : Super 8 Stories d'Emir Kusturica - caméraman

## Distinctions
- Asia Pacific Screen Awards 2008 : meilleur film pour Tulpan
- Asia Pacific Screen Awards 2009 : nomination pour le meilleur film pour enfants pour The Strength of Water